# 維琪教堂

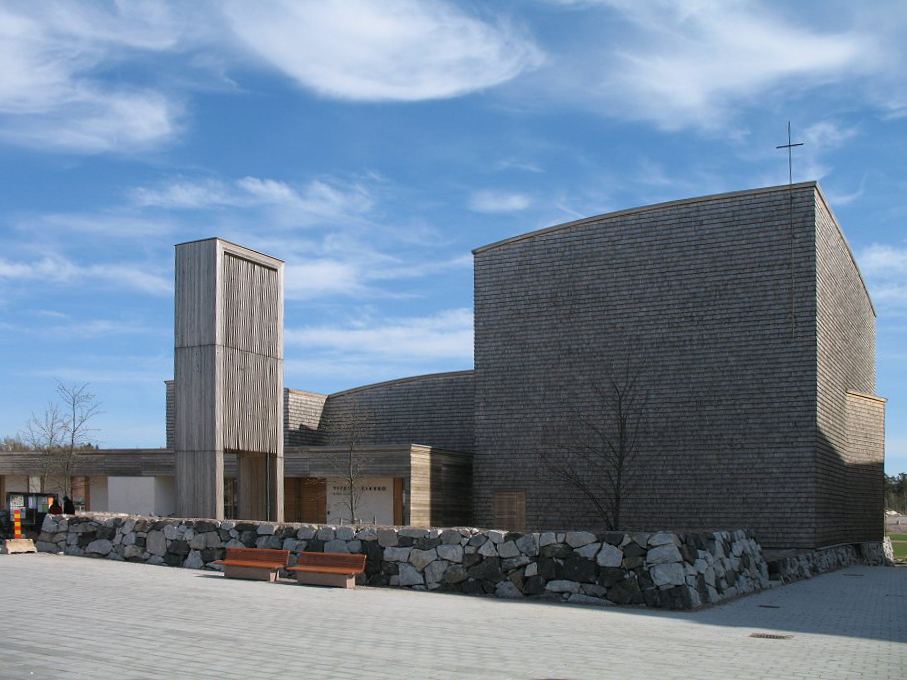
維琪教堂

維琪教堂（芬蘭語：Viikin kirkko）是芬蘭首都赫爾辛基的一座信義宗教堂，位於維琪區。這座教堂竣工於2005年，是赫爾辛基最新建設的一座教堂。教堂的大部分都是木製的，是馬爾米堂區的教堂。維琪教堂可以容納200人，在和堂區會議大廳合併時可以容納400人。

## 外部連結
- 维基共享资源上的相關多媒體資源：維琪教堂